# Corinne Raux
Corinne Raux (Combourg, 16 de agosto de 1976) es una deportista francesa que compitió en duatlón. Ganó una medalla de oro en el Campeonato Mundial de Duatlón de 2002.

## Palmarés internacional
| Campeonato Mundial | Campeonato Mundial           | Campeonato Mundial | Campeonato Mundial |
| Año                | Lugar                        | Medalla            | Prueba             |
| ------------------ | ---------------------------- | ------------------ | ------------------ |
| 2002               | Alpharetta ( Estados Unidos) | Medalla de oro     | Individual         |